# عمنون ساومون
عمنون ساومون (بالعبرية: אמנון סלומון) (و. 1940 – 2011 م) هو مصور سينمائي من إسرائيل. ولد في تل أبيب.
توفي عن عمر يناهز 71 عاماً.

## وصلات خارجية
- عمنون ساومون على موقع IMDb (الإنجليزية)
- عمنون ساومون على موقع ألو سيني (الفرنسية)
- عمنون ساومون على موقع أول موفي (الإنجليزية)
- عمنون ساومون على موقع قاعدة بيانات الأفلام السويدية (السويدية)
- عمنون ساومون على موقع قاعدة بيانات الفيلم (الإنجليزية)
- عمنون ساومون على موقع كينوبويسك (الروسية)